# Max Hürzeler
Max Hürzeler (n. 4 iulie 1954, Dübendorf, cantonul Zürich, Elveția) este un fost ciclist elvețian. După ce a câștigat, ca amator, o medalie de bronz la Campionatul mondial UCI de semifond din 1981, a devenit profesionist și a obținut o medalie de argint în 1984 și una de aur în 1987. De asemenea, a câștigat trei titluri europene (1983, 1986 și 1987) și șapte titluri naționale (1981-1987) în curse semifond (ciclism în spatele unui vehicul).
După ce și-a încheiat cariera sportivă, a fondat în Mallorca o firmă care organizează vacanțe cu bicicleta – bicycle-holidays.com, contribuind la îmbunătățirea rețelei rutiere din regiune. Folosind banii câștigați din afacere, a sprijinit financiar cursa Sixday-Nights din Zürich.